# Anchisaurus
Anchisaurus („téměř ještěr“) byl malý býložravý dinosaurus. Jeho fosilie byly známy již od roku 1818), a tím pádem jde pravděpodobně o jednoho z prvních dinosaurů nalezených v Severní Americe. Žil ve spodní juře, před přibližně 190 až 176 miliony let, nalezen v USA (Connecticut, Massachusetts). Na začátku roku 2021 byl jedním ze dvou navrhovaných státních dinosaurů státu Massachusetts (spolu s rodem Podokesaurus, který v této volbě později "zvítězil").

## Paleobiologie
Byl to relativně malý dinosaurus (délka těla 2,2 až 2,4 m, hmotnost 20 kg). Stavba těla (dlouhý krk a malá hlava, dlouhý ocas) byla typická pro rané sauropodomorfy (předky sauropodů). Jeho přední končetiny byly kratší než zadní (asi o třetinu), palec na předních končetinách byl opatřen drápem (jaký známe např. u iguanodontů). Jeho kulaté, tupé zuby svědčí o rostlinné stravě. Vědci se domnívají, že Anchisaurus a jemu podobní většinu času trávili na všech čtyřech končetinách, jen občas se zvedli na zadní (spíš kvůli větvičkám a listím, než obraně). Rovněž je možné, že mu v trávení pomáhaly gastrolity – žaludeční kameny umožňující rychlejší rozklad tuhé stravy v dutině břišní. Podle paleontologa Roberta T. Bakkera se tito menší sauropodomorfové před útoky teropodů bránili zejména svými mohutnými drápy na předních končetinách, ale potenciálně také silnými kopanci.

## Taxonomie
Dříve popsané druhy Anchisaurus major (také známý jako Ammosaurus), Anchisaurus solus a Anchisaurus colurus (také známý jako Yaleosaurus) jsou nyní považovány za chybné interpretace různých stádií vývoje anchisaura. Výše uvedená jména jsou proto nyní pouze synonymy pro typový druh Anchisaurus polyzelus. V roce 2015 uznala Mezinárodní komise pro zoologickou nomenklaturu (ICZN) kompletnější kostru popsanou pod jménem Anchisaurus colurus za neotyp, jména Anchisaurus polyzelus a Anchisaurus colurus jsou tak objektivními synonymy.